# Mispila flavopunctata
Mispila flavopunctata là một loài bọ cánh cứng trong họ Cerambycidae.